# Copa Mustang 1991
La Copa Mustang 1991 fu la quarantaquattresima edizione del campionato colombiano di calcio; fu strutturato in due fasi, Apertura e Reclasificación, che davano l'accesso al girone finale da quattro squadre. Il campionato fu vinto dall'Atlético Nacional per la quinta volta nella sua storia.

## Formula
Il torneo di Apertura si svolse in dodici giornate, strutturandosi in un sistema di triangolari e pentagonali divisi regionalmente, più due giornate per definire le prime quattro classificate. Il torneo Finalización, invece, era un girone all'italiana che prevedeva ventotto partite, fino a raggiungere un totale di quaranta incontri tra le due fasi del campionato. Successivamente le otto migliori classificate si disputavano due gironi da quattro squadre l'accesso al quadrangolare finale. Ancora una volta erano previsti punti bonus, così distribuiti: un punto bonus per il primo posto, 0,75 per il secondo, 0,50 per il terzo e 0,25 per il quarto. Nonostante per questa stagione la Dimayor avesse organizzato per la prima volta la seconda divisione, non ci furono retrocessioni né promozioni al termine dell'annata.

## Torneo Reclasificación
| Pos | Squadra                | P  | G  | V  | N  | S  | GF | GS | DR  |
| --- | ---------------------- | -- | -- | -- | -- | -- | -- | -- | --- |
| 1.  | Junior                 | 54 | 40 | 21 | 12 | 7  | 71 | 43 | 28  |
| 2.  | Deportes Quindío       | 51 | 40 | 22 | 7  | 11 | 53 | 38 | 15  |
| 3.  | América de Cali        | 49 | 40 | 18 | 13 | 9  | 64 | 44 | 20  |
| 4.  | Millonarios            | 49 | 40 | 17 | 15 | 8  | 63 | 43 | 20  |
| 5.  | Atlético Nacional      | 48 | 40 | 17 | 14 | 9  | 59 | 40 | 19  |
| 6.  | Santa Fe               | 46 | 40 | 19 | 8  | 13 | 63 | 53 | 10  |
| 7.  | Independiente Medellín | 46 | 40 | 16 | 14 | 10 | 54 | 41 | 13  |
| 8.  | Atlético Bucaramanga   | 45 | 40 | 17 | 11 | 12 | 58 | 47 | 11  |
| 9.  | Unión Magdalena        | 42 | 40 | 15 | 12 | 13 | 51 | 47 | 4   |
| 10. | Once Caldas            | 39 | 40 | 13 | 13 | 14 | 56 | 62 | -5  |
| 11. | Deportivo Cali         | 37 | 40 | 12 | 13 | 15 | 41 | 42 | -1  |
| 12. | Cúcuta Deportivo       | 26 | 40 | 6  | 14 | 20 | 45 | 74 | -29 |
| 13. | Sporting               | 24 | 40 | 8  | 8  | 24 | 42 | 71 | -29 |
| 14. | Deportes Tolima        | 22 | 40 | 7  | 8  | 25 | 25 | 72 | -47 |
| 15. | Deportivo Pereira      | 22 | 40 | 6  | 10 | 24 | 28 | 56 | -28 |

## Cuadrangulares semifinales

### Gruppo A
| Pos | Squadra                | Bonus | P    | G | V | N | S | GF | GS | DR |
| --- | ---------------------- | ----- | ---- | - | - | - | - | -- | -- | -- |
| 1.  | Atlético Nacional      | 0,25  | 8,25 | 6 | 3 | 2 | 1 | 12 | 8  | 4  |
| 2.  | Junior                 | 1     | 8    | 6 | 3 | 2 | 1 | 12 | 10 | 2  |
| 3.  | Millonarios            | 1     | 5    | 6 | 2 | 1 | 3 | 9  | 11 | -2 |
| 4.  | Independiente Medellín | 0,25  | 3,25 | 6 | 1 | 1 | 4 | 6  | 10 | -4 |

### Gruppo B
| Pos | Squadra              | Bonus | P    | G | V | N | S | GF | GS | DR |
| --- | -------------------- | ----- | ---- | - | - | - | - | -- | -- | -- |
| 1.  | América de Cali      | 0,50  | 8,50 | 6 | 4 | 0 | 2 | 10 | 8  | 2  |
| 2.  | Santa Fe             | 0,75  | 7,75 | 6 | 3 | 1 | 2 | 9  | 8  | 1  |
| 3.  | Deportes Quindío     | 0,75  | 5,75 | 6 | 2 | 1 | 3 | 9  | 10 | -1 |
| 4.  | Atlético Bucaramanga | 0,50  | 4,50 | 6 | 1 | 2 | 3 | 6  | 8  | -2 |

## Cuadrangular Final
| Pos | Squadra           | Bonus | P     | G | V | N | S | GF | GS | DR  |
| --- | ----------------- | ----- | ----- | - | - | - | - | -- | -- | --- |
| 1.  | Atlético Nacional | 0,25  | 10.25 | 6 | 4 | 2 | 0 | 8  | 3  | 5   |
| 2.  | América de Cali   | 0,50  | 7,50  | 6 | 3 | 1 | 2 | 12 | 7  | 5   |
| 3.  | Junior            | 1     | 6     | 6 | 2 | 1 | 3 | 10 | 9  | 1   |
| 4.  | Santa Fe          | 0,75  | 2,75  | 6 | 1 | 0 | 5 | 4  | 15 | -11 |

## Verdetti
- Atlético Nacional campione di Colombia
- Atlético Nacional e América de Cali qualificate alla Coppa Libertadores 1992.

## Classifica marcatori
| Nome                  | Squadra           | Gol |
| --------------------- | ----------------- | --- |
| Iván René Valenciano  | Junior            | 30  |
| Jorge da Silva        | América de Cali   | 20  |
| Juan Manuel Rodríguez | Deportivo Cali    | 18  |
| Orlando Maturana      | América de Cali   | 17  |
| Adolfo Valencia       | Santa Fe          | 17  |
| Faustino Asprilla     | Atlético Nacional | 16  |